# Rhododendron roseatum
Rhododendron roseatum är en ljungväxtart som beskrevs av Hutchinson. Rhododendron roseatum ingår i släktet rododendron, och familjen ljungväxter. Inga underarter finns listade i Catalogue of Life.